# Lesson-amazília
A Lesson-amazília (Amazilia amazilia) a madarak osztályának sarlósfecske-alakúak (Apodiformes) rendjébe és a kolibrifélék (Trochilidae) családjába tartozó faj.
A magyar névforrással nincs megerősítve, lehet, hogy a német név tükörfordítása (Lesson-Amazilie).

## Előfordulása
Ecuador és Peru területén honos. A természetes élőhelye szubtrópusi vagy trópusi száraz erdők, gyepek és cserjések, síkvidéki- és hegyi esőerdők, valamint ültetvények, vidéki kertek, erősen leromlott egykori erdők és városi környezet.

## Alfajai
- Amazilia amazilia amazilia (Lesson, 1827)
- Amazilia amazilia caeruleigularis Carriker, 1933
- Amazilia amazilia dumerilii (Lesson, 1832)
- Amazilia amazilia leucophoea Reichenbach, 1854

## Megjelenése
Testhossza 10,5 centiméter, testtömege 5,5 gramm.

## Külső hivatkozások
- Képek az interneten a fajról